# Мужская сборная Доминиканской Республики по баскетболу 3×3
Мужская сборная Доминиканской Республики по баскетболу 3×3 представляет Доминиканскую Республику на международных соревнованиях по баскетболу 3×3. Управляющим органом является Федерация баскетбола Доминиканской Республики (исп. Federación Dominicana de Baloncesto, FEDOMBAL).
По состоянию на 13 сентября 2024, мужская сборная Доминиканской Республики по баскетболу 3×3 занимает 47-е место в мировом рейтинге ФИБА мужских сборных по баскетболу 3×3.

## Результаты выступлений
| Турнир                           | Золото | Серебро | Бронза | Всего |
| -------------------------------- | ------ | ------- | ------ | ----- |
| Чемпионат Америки (3×3 AmeriCup) | 0      | 0       | 2      | 2     |
| Панамериканские игры             | 0      | 0       | 1      | 1     |
| Итого                            | 0      | 0       | 3      | 3     |

### Чемпионат Америки по баскетболу 3×3 (AmeriCup)
| Год           | Место | Игры | Победы | Поражения | Состав команды                                                               |
| ------------- | ----- | ---- | ------ | --------- | ---------------------------------------------------------------------------- |
| Майами 2021   | 3     | 5    | 3      | 2         | Shamil Ballas, Saul Mejia, Diego Moquete, Rayner Moquete                     |
| Майами 2022   | 5     | 3    | 2      | 1         | Shamil Ballas, Diego Moquete, Cesar Alejandro Reyes Quezada, Carlos Rivera   |
| Сан-Хуан 2023 | 3     | 5    | 3      | 2         | Brayan Manuel Almonte Martínez, Shamil Ballas, Diego Moquete, Rayner Moquete |

### Панамериканские игры
| Год           | Место | Игры | Победы | Поражения | Состав команды                                           |
| ------------- | ----- | ---- | ------ | --------- | -------------------------------------------------------- |
| Лима 2019     | 3     | 7    | 3      | 4         | Reyson Beato, Adonis Nuñez, Bryan Piantini, Henry Valdez |
| Сантьяго 2023 | 9     | 2    | 0      | 2         | Shamil Ballas, Saúl Mejía, Adonis Nuñez, Cesar Reyes     |